# Samsung SM7 II
Pour les articles homonymes, voir Talisman (homonymie) et Renault Talisman.
Sous le nom de Talisman, Renault vend sur le marché chinois, la Samsung SM7 deuxième génération de Renault Samsung Motors de 2012 à 2016. 397 véhicules sont immatriculés en 2012, 163 en 2013, 275 en 2014 et 5 en 2015,
Produite sur les mêmes chaînes de montage à Pusan, en Corée du Sud, elle a la même planche de bord que la Renault Latitude vendue en Europe. Elle dispose de 2 moteurs, le bloc 2.5 V6 de 190 chevaux et le bloc 3.5 V6 de 258 chevaux.
Cinq niveaux de finition sont proposés : Luxury, Flagship et Nappa Flagship pour le 2.5l et Executive et Nappa Executive pour le 3.5l.